# Christopher Vaotoa

a Compétitions nationales et continentales officielles uniquement.

Dernière mise à jour le 13 mars 2025.
Christopher Vaotoa, né le 16 novembre 1996, est un joueur français de rugby à XV jouant au poste de pilier droit avec Oyonnax Rugby depuis 2023.

## Biographie
Originaire de Nouvelle-Calédonie, Christopher arrive enfant à Montauban où il se forme au rugby dans le cadre de la filière française de formation. Il évolue en Pro D2, sous le maillot de l'US montalbanaise de 2015 à 2019, avec son frère Dimitri.
Il signe avec le Stade français en 2019, mais s'y adapte mal et ne dispute que trois rencontres en Top 14. Le club choisit de le prêter en 2019 et 2020 à son équipe d'origine, puis de s'en séparer.
Début 2021 c'est l'Union Bordeaux Bègles qui le recrute, tout en le laissant encore s'aguerrir à Montauban. Il intègre réellement les rangs de l'équipe girondine au début de la saison 2022-2023, au cours de laquelle il joue en Top 14 et en Champions Cup.
Une nuit de mai 2022, il tente en vain de sauver la vie de son coéquipier Kelly Meafua (en), qui vient de sauter dans le Tarn depuis le Pont-Vieux de Montauban après une troisième mi-temps.